# 板東駅
板東駅（ばんどうえき）は、徳島県鳴門市大麻町板東辻見堂にある、四国旅客鉄道（JR四国）高徳線の駅である。駅番号はT05。

## 歴史
- 1923年（大正12年）2月15日：阿波電気軌道（後の阿波鉄道）池谷 - 鍛冶屋原間開業にともない開設[2]。
- 1933年（昭和8年）7月1日：阿波鉄道国有化により、鉄道省阿波線の駅となる[2]。
- 1935年（昭和10年）3月20日：高徳線全通に伴う路線名称変更により、高徳本線の駅となる。
- 1984年（昭和59年）4月1日：駅員無配置駅となり[3]、簡易委託化される[4]。
- 1987年（昭和62年）4月1日：国鉄分割民営化により四国旅客鉄道の駅となる[2]。
- 1988年（昭和63年）6月1日：線路名称改正により、高徳線の駅となる。

## 駅構造
相対式2面2線ホームの地上駅。2番のりばが一線スルーとなっており、特急は基本的に2番のりばを通過する。普通列車は駅舎側の1番のりばを優先して使用する。
駅舎内部に自立式の自動券売機が設置されている。
改札内に汲取式トイレがあるが、大便器内に家庭ゴミの投棄が行われて、汲取不能になったため個室は閉鎖されている。小便器および手洗い器は利用できる。
大麻比古神社への初詣客のため、正月三が日のみ一部の特急「うずしお」が臨時停車していたが、利用減少を理由に2021年以降は実施していない。なお、2006年春には、近くに建設された映画『バルトの楽園』ロケセット観覧の便を図って特急が臨時停車した。

### のりば
| のりば | 路線    | 方向 | 行先                   |
| ------ | ------- | ---- | ---------------------- |
| 1・2   | ■高徳線 | 下り | 徳島・阿南方面         |
| 1・2   | ■高徳線 | 上り | 板野・三本松・高松方面 |

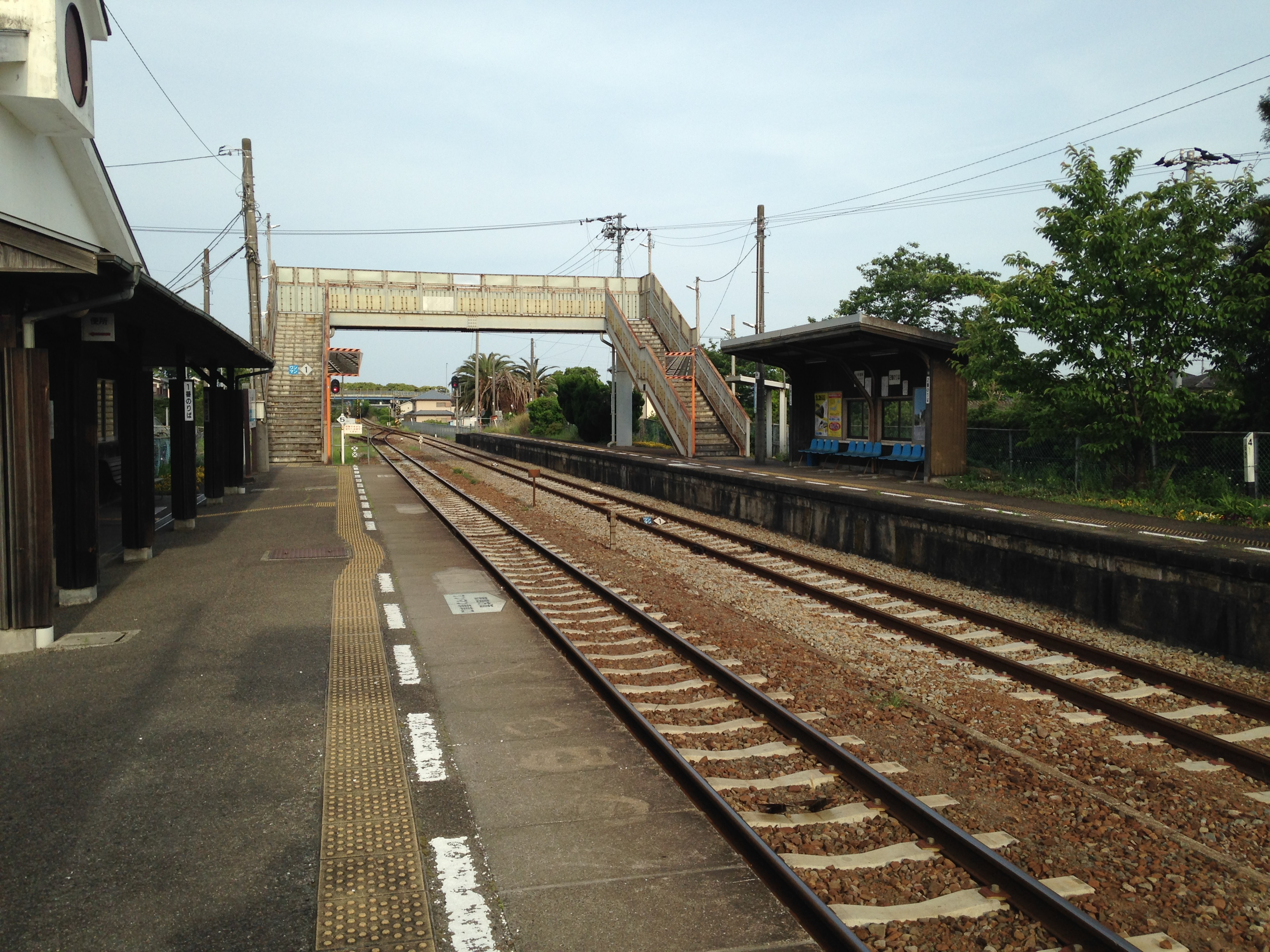
ホーム（2016年5月）
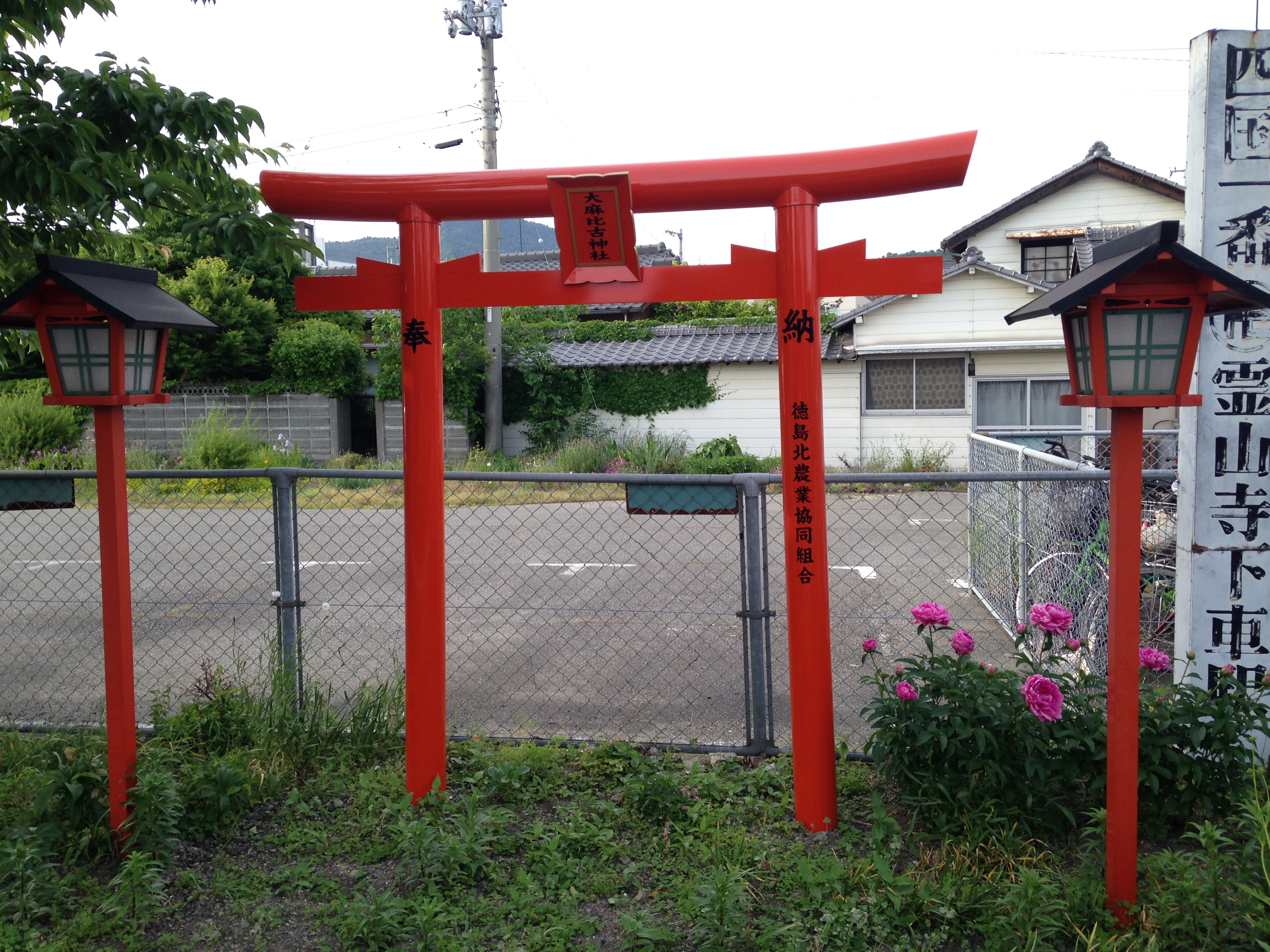
ホーム上には大麻比古神社の鳥居がある（2016年5月）

## 利用状況
1日平均乗車人員は下記の通り。
| - 252人（1995年度） - 248人（1996年度） - 243人（1997年度） - 234人（1998年度） - 226人（1999年度） - 219人（2000年度） - 217人（2001年度） - 204人（2002年度） - 202人（2003年度） - 182人（2004年度） | - 180人（2005年度） - 188人（2006年度） - 199人（2007年度） - 192人（2008年度） - 192人（2009年度） - 181人（2010年度） - 179人（2011年度） - 187人（2012年度） - 188人（2013年度） - 182人（2014年度） |

## 駅周辺
- 鳴門市役所板東連絡所
- 鳴門警察署大麻町板東駐在所
- 鳴門市消防本部大麻分署
- 鳴門市板東小学校
- 鳴門市板東幼稚園
- 板東みやま保育園
- 鳴門市板東公民館
- 板東郵便局
- 板東診療所
- 徳島県道12号鳴門池田線
- 徳島県道41号徳島北灘線
- 徳島県道166号板東停車場線
- 旧撫養街道
- 板東タクシー
- 霊山寺（四国八十八箇所第1番札所）
- 大麻比古神社
- 長井長床神社
- ミモザの巨樹[6]
- 樋殿谷川
- 徳島バス「板東駅東」停留所 - 徳島県道12号線沿い

## 隣の駅
四国旅客鉄道（JR四国）
■高徳線
■普通
阿波川端駅 (T06) - 板東駅 (T05)  - 池谷駅 (T04)